# Leonor Acuña
Pour les articles homonymes, voir Acuña.
Leonor Acuña (née à Monte Caseros le 9 décembre 1952) est une linguiste argentine. Depuis 2017, elle est directrice de l’Institut national d’anthropologie et de pensée latino-américain (en espagnol : Instituto Nacional de Antropología y Pensamiento Latinoamericano), un organisme qui dépend du Ministère National de la Culture. Elle a travaillé en tant qu’enseignante et chercheuse dans les domaines de la dialectologie, du contact linguistique, de l’espagnol comme deuxième langue et langue étrangère (ELSE), et de l’éducation bilingue interculturelle. 

## Biographie
Leonor Acuña est professeure d’enseignement secondaire, normal et adapté, diplômée de la faculté de philosophie et lettres de Buenos Aires (UBA). Elle a travaillé comme enseignante directrice et comme chercheuse à l’université de Buenos Aires. En tant qu’enseignante, elle a fait partie des chaires universitaires d’histoire de la langue, de linguistique diachronique et de dialectologie hispano-américaine. En tant que directrice, elle a été conseillère et secrétaire académique. Entre 2011 et 2013 elle a occupé le poste de vice-doyenne. En tant que chercheuse, elle a participé à divers projets de recherche sur l’enseignement des secondes langues et sur les situations de langues en contact qui ont obtenu un financement du système scientifique argentin (secrétariat de recherche de la UBA, Ministère de la Science et de la Technologie de la République argentine, etc…). 
Elle a également été vice-directrice et directrice du laboratoire des langues de la faculté de philosophie et lettres de la UBA entre 1991 et 2000. Elle y a développé une section pour  l'enseignement de l'espagnol comme deuxième langue et langue étrangère, en créant et dirigeant un programme de formation à l'enseignement de l'espagnol comme deuxième langue et langue étrangère, destiné à la formation des professeurs d'espagnol comme langue étrangère. Dans le cadre de ces initiatives, elle a fait partie de l’équipe qui concevait et qui mettait en œuvre un certificat d’espagnol comme langue étrangère approuvé par le Ministère de l’Éducation et le Ministère des Relations extérieures de la République Argentine appelé CELU (en espagnol : Certificado de Español: Lengua y Uso). Ce certificat est adopté par un consortium de plus de 30 universités nationales argentines. 
Depuis 1991 elle est chercheuse à l’Institut national d’anthropologie et de pensée latino-américain (INAPL), organisme dépendant du Ministère national de la culture. Dans cette institution elle se consacre à l’étude ethnolinguistique dans des communautés où l’on parle plus d’une langue. Elle a notamment développé ses études et recherches sur l’enseignement des secondes langues, autant en espagnol que dans d’autres langues indigènes. En 2017 elle a été choisie à la suite d’un concours comme directrice de l’INAPL.
Depuis octobre 2021, elle est membre à part entière de l'Académie argentine des lettres.